# Cauchy (cráter)

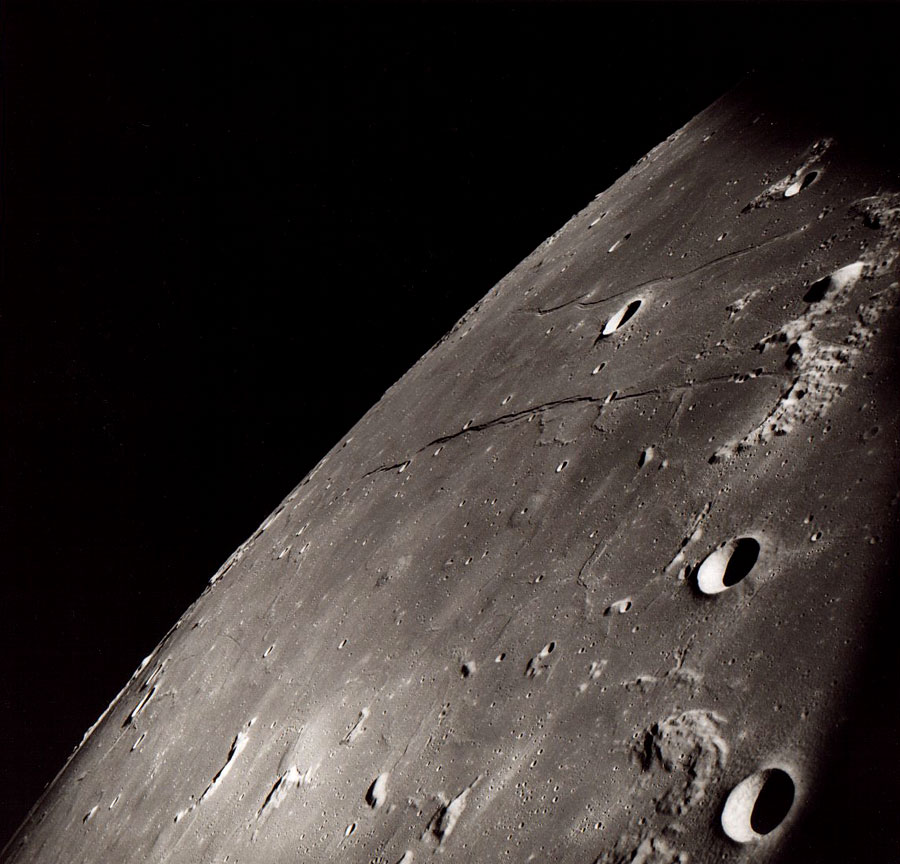
Fotografía de la misión Apolo 8

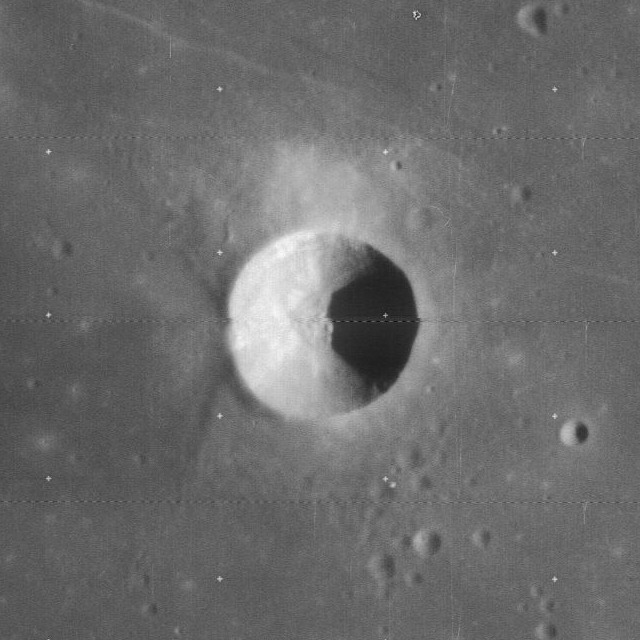
Fotografía de la misión Lunar Orbiter 4 (1967)

Cauchy es un pequeño cráter de impacto lunar situado en el Mare Tranquillitatis oriental. Es circular y simétrico, con una pequeña plataforma interior en el punto medio de las paredes internas inclinadas. Debido al alto albedo de esta formación con aspecto de cuenco, destaca particularmente con la Luna llena. Justo al noreste del borde de este cráter aparece la amplia Rima Cauchy, una hendidura de 167 kilómetros de longitud que sigue una línea hacia el noroeste.
|  |  |

Al suroeste de Cauchy hay una falla de casi 170 km llamada Rupes Cauchy. Esta pared es paralela a la Rima Cauchy, situada al noreste. Al sur de Rupes Cauchy hay dos domos lunares denominados Cauchy Omega (ω) y Cauchy Tau (τ). Se encuentran al sur y al suroeste de Cauchy, respectivamente. El primero de ellos tiene un orificio en su cumbre (cráter Donna), de posible origen volcánico.

## Cráteres satélite
Por convención estos elementos son identificados en los mapas lunares poniendo la letra en el lado del punto medio del cráter que está más cerca de Cauchy.
|        | \| Cauchy \| Coordenadas \| Diámetro \| \| ------ \| ---------------------------- \| -------- \| \| A \| 12°06′N 37°54′E / 12.1, 37.9 \| 8 km \| \| B \| 9°48′N 35°48′E / 9.8, 35.8 \| 6 km \| \| C \| 8°12′N 38°54′E / 8.2, 38.9 \| 4 km \| \| D \| 10°00′N 40°18′E / 10.0, 40.3 \| 9 km \| \| E \| 8°54′N 38°36′E / 8.9, 38.6 \| 4 km \| \| F \| 9°36′N 36°48′E / 9.6, 36.8 \| 4 km \| \| M \| 7°36′N 35°06′E / 7.6, 35.1 \| 5 km \| \| U \| 8°48′N 42°18′E / 8.8, 42.3 \| 5 km \| \| V \| 9°00′N 41°30′E / 9.0, 41.5 \| 5 km \| \| W \| 10°36′N 41°36′E / 10.6, 41.6 \| 4 km \| |          |
| Cauchy | Coordenadas | Diámetro |
| A      | 12°06′N 37°54′E / 12.1, 37.9 | 8 km     |
| B      | 9°48′N 35°48′E / 9.8, 35.8 | 6 km     |
| C      | 8°12′N 38°54′E / 8.2, 38.9 | 4 km     |
| D      | 10°00′N 40°18′E / 10.0, 40.3 | 9 km     |
| E      | 8°54′N 38°36′E / 8.9, 38.6 | 4 km     |
| F      | 9°36′N 36°48′E / 9.6, 36.8 | 4 km     |
| M      | 7°36′N 35°06′E / 7.6, 35.1 | 5 km     |
| U      | 8°48′N 42°18′E / 8.8, 42.3 | 5 km     |
| V      | 9°00′N 41°30′E / 9.0, 41.5 | 5 km     |
| W      | 10°36′N 41°36′E / 10.6, 41.6 | 4 km     |